# Muzeum Zamek Opalińskich
Muzeum Zamek Opalińskich w Sierakowie – Powiatowa Instytucja Kultury, mieszcząca się w odbudowanym południowym skrzydle dawnego zamku w Sierakowie, którego początki sięgają końca XIV wieku. Muzeum działa od 1995 r.
 Obiekt wpisany jest do rejestru zabytków pod nr rej.:302/A z 17.10.1968

## Zamek
Murowany zamek zbudowano pod koniec XIV wieku z inicjatywy rodu Nałęczów, który w tym okresie był jednym z najważniejszych rodów w Polsce. Budowę rozpoczęła najprawdopodobniej Wichna, a kontynuował ją jej wnuk Wincenty. Zbudowany wtedy zamek miał plan czworokąta z dwoma równoległymi skrzydłami, połączonymi łącznikiem od zachodu. W każdym ze skrzydeł znajdowały się po dwie komnaty z piecami i kominkami. Piwnice miały sklepienia, a partery - drewniane stropy. Strych służył jako spichlerz do przechowywania zboża. Brama znajdowała się od wschodu. Dziedziniec zamku był podpiwniczony. Całość otaczała fosa.
W połowie XV w. Sieraków otrzymał Łukasz Górka herbu Łodzia, który przeprowadził przebudowę skrzydła południowego. W 1571 roku zamek przeszedł w ręce starosty Jakuba Rokossowskiego. W 1591 roku Sieraków kupił kasztelan Jan z Bnina Opaliński, który znacznie go przebudował. Przebudowa za czasów Opalińskich polegała na nadbudowie dwóch pięter na istniejących gotyckich murach oraz zmniejszenie powierzchni dziedzińca. Bryła zamku otrzymała renesansowe szczyty. Wszystkie wnętrza parteru zostały sklepione. Wokół niewielkiego podwórza na poziomie pietra znajdował się drewniany ganek.
W 1763 zamek i włości kupuje baron Piotr Mikołaj Neugarten von Gartenberg używający polskiego nazwiska Sadogórski i prawdopodobnie za jego czasów dokonano rozbiórki zniszczonego skrzydła północnego pozostawiając jedynie skrzydło południowe.
W 1829 w związku z budową nowej drogi pozostałości zamku zostały rozebrane. Ocalałe jedynie przyziemie skrzydła południowego zmieniono na lodownię.
W 1991 roku po wydobyciu z krypty kościoła pobernardyńskiego sarkofagów rodziny Opalińskich, postanowiono odrestaurować pozostałości zamku i umieścić w nim zachowane trumny. Dzięki inicjatywie wojewody poznańskiego dr Włodzimierza Łęckiego zamierzenie to zostało w bardzo krótkim czasie zrealizowane. W 1991 roku zespół w składzie dr hab. Jan Skuratowicz oraz dr Tomasz Wujewski z Instytutu Historii Sztuki Uniwersytetu im. Adama Mickiewicza w Poznaniu rozpoczął badania. Prace budowlano-badawcze trwały dwa lata. Z braku źródeł o wyglądzie zamku postanowiono dokonać jedynie "restytucji" skrzydła południowego poprzez nadbudowę zachowanych piwnic i nakrycie budynku wysokim krytym dachówką dachem.

## Ekspozycja
Ekspozycja prezentuje dzieje Ziemi Sierakowskiej od czasów najdawniejszych (na podstawie eksponatów archeologicznych) po współczesność. Na szczególną uwagę zasługują sarkofagi rodziny Opalińskich, odkryte w 1991 r. w krypcie kościoła pobernardyńskiego.